# Hongkong na Letnich Igrzyskach Olimpijskich 1968
Hongkong na Letnich Igrzyskach Olimpijskich 1968 reprezentowało 11 zawodników, sami mężczyźni. Był to piąty start reprezentacji Hongkongu na letnich igrzyskach olimpijskich.
Najmłodszym reprezentantem Hongkongu na tych igrzyskach był 16-letni pływak Ronnie Wong, zaś najstarszym 45-letni strzelec Peter Rull.

## Skład reprezentacji

### Pływanie
- Andrew Loh – 100 m dowolnym, 200 m dowolnym, 400 dowolnym, 100 m motylkowym, 200 m zmiennym (w każdej odpadł w eliminacjach)
- Bob Loh – 100 m dowolnym, 200 m dowolnym, 400 dowolnym, 100 m motylkowym, 200 m zmiennym (w każdej odpadł w eliminacjach)
- Ronnie Wong – 100 m dowolnym, 200 m dowolnym, 400 dowolnym, 100 m grzbietowym, 200 m grzbietowym, 200 m zmiennym (w każdej odpadł w eliminacjach)

### Strzelectwo
- José Lei – karabin małokalibrowy, trzy pozycje, 50 m – 49. miejsce; karabin małokalibrowy leżąc, 50 m – 77. miejsce
- Peter Rull – karabin małokalibrowy, leżąc, 50 m – 71. miejsce
- Young Kwok Wai – pistolet szybkostrzelny, 25 m – 56. miejsce

### Żeglarstwo
- Paul Cooper, John Park, William Turnbull – klasa Dragon, 19. miejsce
- Peter Gamble, Neil Pryde – klasa Latający Holender, 14. miejsce